# Ишкенов, Анвар Рахимович
Анвар Рахимович Ишкенов (род. 18 апреля 1949, Рига, Латвийская ССР, СССР) — советский и казахстанский учёный, кандидат химических наук (1978), доцент, лауреат Государственной премии Казахстана (2005).

## Биография
После окончания в 1972 году Казахского государственного университета (ныне КазНУ им. аль-Фараби) и аспирантуры (1975) занимался научной и педагогической деятельностью в том же университете. В 1988 году защитил кандидатскую диссертацию на тему «Кислотно-основное взаимодействие в системах, образуемых тетрагалогенидами олова с ароматическими аминами и диметилсульфоксидом». Ученик академика АН КазССР М. И. Усановича.
С 2001 года — заведующий лабораторией химии и технологии редких и рассеянных элементов в Республиканском гос. предприятии «Национальный Центр комплексной переработки минерального сырья» (РГП «НЦ КПМС РК»).

## Научная деятельность
Основные научные труды в области изучения кислотно-основного взаимодействия в неводных системах, химии и технологии редких металлов. Открыл промышленно значимое содержание иода и брома в промышленных продуктах медного производства и разработал (в соавторстве) технологию извлечения из них осмия радиогенного высокой чистоты и иода. Лауреат (в составе группы авторов за работу «Комплекс научно-технологических и информационно-аналитических работ, обеспечивших выход Казахстана на мировой рынок высокотехнологичной продукции — рынок стабильных изотопов») Государственной премии Казахстана (2005, Постановление Правительства № 1131 от 16.11.2005).
Некоторые сочинения:
- Способ получения металлического осмия из осмийсодержащих продуктов, А., 2000 (соавт.);
- Изучение явления транспорта органических лигандов в молекулярных кристаллах методом криометрического титрования, А., 2002;
- Способ извлечения и получения элементного иода из иодсодержащих промышленных продуктов, А., 2003 (соавт.).

Некоторые патенты:
- Способ извлечения осмия и рения из промпродуктов медного производства. Номер патента: 24103. Опубликовано: 15.10.2012. Авторы: Ишкенов А. Р., Жарменов А. А., Терликбаева А. Ж., Жарменов А. Ж.
- Способ получения металлического осмия из осмийсодержащих продуктов. Номер патента: 11418. Опубликовано: 15.06.2005. Авторы: Ишкенов А. Р., Наурызбаев М. К., Светов В. А.
- Способ извлечения и получения элементного йода из йодсодержащих промышленных продуктов. № предварительного патента: 15588. Опубликовано: 15.04.2005. Автор: Ишкенов А. Р.

Им разработаны составы рабочих растворов для проведения подземного скваживанного выщелачивания (ПСВ) рудных тел месторождений Коктынколь (вольфрам, молибден) и Бугетколь (никель, кобальт). Достигнутая степень извлечения полезных компонентов составило 80-84%. 